# No Strange
I No Strange, inizialmente conosciuti come i No strani, sono un gruppo musicale italiano, considerato tra i precursori della nuova neopsichedelia internazionale.

## Storia del gruppo
Il gruppo nasce nel 1980 a Torino con la denominazione di No Strani, per iniziativa di Salvatore D'Urso (meglio conosciuto come Ursus) ed Alberto Ezzu.
Nel 1984 inizia la collaborazione con il produttore e discografico Giulio Tedeschi della Toast Records. Furono poi di questi anni la produzione dei nastri Rainbow (autoprodotto, 1983) Lysergic Tomahawk (Roller coaster Italy, 1984) e la partecipazione alla compilazione del 1985 Eighties Colours curata da Claudio Sorge e pubblicata dalla Electric Eye. Sempre nel 1985 uscì poi il loro primo omonimo album.
Oltre a D'Urso ed Ezzu, si alterneranno nel tempo molti altri musicisti, tra cui Franco "Franz" Presutti, Gilberto Richiero, Loris Canalia ed Antonio "Tony" D'Urso.
La band ha sempre privilegiato l'attività di studio e la ricerca musicale. Le apparizioni dal vivo sono state rare. Preferibilmente in occasioni particolari, come il "Bom Shankar Evento" tenutosi a La Loggia (To) il 20 marzo 1988, svoltosi con Laura Tommasi ai fiati e Sandro Becchis alla chitarra, la registrazione del quale venne pubblicata nella compilation Oracolo.
Con l'entrata in formazione di Lucio Molinari, percussionista, ed il fratello Pino Molinari alle tastiere, i No strange incideranno anche l'album "Flora di romi" uscito all'inizio del 1991.
Il gruppo termina la sua attività regolare nel 1993, per riformarsi nella primavera
del 2008, con la partecipazione di Salvatore "Ursus" D'Urso, Alberto Ezzu, Pino Molinari, Lucio Molinari, Tony D'Urso, Laura Tommasi e Paolo Avataneo. In pratica una fusione tra le diverse formazioni che operarono negli anni ottanta cui si è poi aggiunta anche la corista Rosalba Guastella.
Nel novembre 2011 esce Cristalli Sognanti in doppio formato (digitale ed analogico).
Nel 2014 esce in doppio CD e in doppio LP Armonia Vivente, sempre per le case discografiche Area Pirata e Psychout Rec.
Nel giugno 2015 esce il 10 pollici a 33 giri Universi e Trasparenze in cui la band omaggia alcuni nomi e gruppi da cui negli anni ha tratto ispirazione: Popol Vuh, The Nice, Le Stelle di Mario Schifano, Terry Riley e La Monte Young.
Cambio nella formazione dal vivo con l'aggiunta al sintetizzatore e campionamenti di Matteo Martino.
Nel maggio 2017, Alberto Ezzu, Salvatore D'Urso "Ursus" e Fabrizio Della Porta pubblicano per Area Pirata il libro "No Strange e Sogni Correlati".
Prendono parte al volume artisti, musicisti e poeti di varie nazionalità e provenienti da epoche diverse, per ricollegare un percorso comune partendo dagli anni 60, fino al presente. Il tema centrale della psichedelia passa anche attraverso linguaggi come il fumetto e la composizione grafica.
Alla fine del 2017 esce il nuovo lavoro in vinile "Il Sentiero delle Tartarughe", ancora per le case discografiche Area Pirata e Psychout Rec., con la nuova formazione a tre cui si aggiunge, alla voce, il contralto Paola Scatena.
Ancora un LP nel 2019, sempre per le case discografiche Area Pirata e Psychout Rec., "Mutter der Erde", dedicato a Jutta Nienhaus,con la formazione a quattro, Alberto Ezzu, Salvatore D'Urso "Ursus", Matteo Martino e Paola Scatena con alcune collaborazioni notevoli, tra cui la cantante di origine armena Rita Tekeyan, la cantante/esecutrice Simona Colonna, la viellista Stefania Priotti, il bassista Riccardo Salvini e il batterista Gabriele Maggiorotto.
Intanto, sempre nel 2019, escono altri due lavori di Ezzu con due suoi progetti paralleli: Alberto Ezzu Lux Vocal Ensemble "L'Uscita delle Anime verso la Luce dl Giorno" in LP per Psychout Rec.; e un nuovo lavoro con l'ensemble di nuova costituzione AlmaMantra, con Alberto Ezzu alla voce e vari strumenti, Anna Siccardi soprano e flauti, Stefania Priotti alla viella e Paola Scatena contralto e percussioni. Repertorio di musiche medievali rivisitate in chiave meditativa per la casa discografica His Sunt Leones.
Nel 2021 esce il LP "…e continuerò ad esistere" sempre con le case discografiche Area Pirata e Psychout Rec. Nel disco si nota l'assenza di Matteo Martino, impegnato in altri progetti elettronici solisti, e la collaborazione sempre più importante della cantante Paola Scatena.
Nel 2022 viene stampato il lavoro solista di Alberto Ezzu in doppio CD "Quaderno delle Poesie Elettroniche Ultraterrene" contenente sola musica elettronica, per la Rubber Soul Records Torino.
Nel 2023 viene stampato il doppio CD "Universi, Sovrapposizioni e Risonanze", che contiene quattro inediti oltre al 10" Universi e Trasparenze, il LP Il Sentiero delle Tartarughe e il LP Mutter der Erde, precedentemente pubblicati soltanto su vinile.
Nell'ottobre 2023 Alberto Ezzu, sempre per la Rubber Soul Records Torino, pubblica un CD assieme alla cantante, violoncellista e flautista Simona Colonna che si intitola "Le Vie Dei Canti" ed è il primo lavoro di Ezzu oltre ai No Strange in cui compaiono delle canzoni.
Il 4 novembre 2024 esce il vinile "Chiedilo a te stesso" con la formazione che comprende, oltre agli storici Alberto Ezzu e Salvatore D'Urso "Ursus", Paola Scatena alla voce di contralto e Simona Colonna al flauto e al violoncello. Sul lato B del LP viene utilizzo un organo rinascimentale registrato in una chiesa piemontese.
Nel maggio 2025 la casa discografica Onde Italiane (www.ondeitaliane.it) ha dato alle stampe un 45 giri del periodo "No Strani" (1981). Il disco contiene tre composizioni composte e suonate da Alberto Ezzu e Salvatore D'Urso: 1) Psycho Dream; 2) Dance Joy; 3) Uomo scimmia.

## Discografia

### Demo Tapes
| Anno | Titolo            | Etichetta            |
| ---- | ----------------- | -------------------- |
| 1983 | Rainbow           | Autoprodotto         |
| 1984 | Lisergic tomahawk | Roller coaster Italy |

### 33 giri
| Anno | Titolo                                                 | Etichetta                         |
| ---- | ------------------------------------------------------ | --------------------------------- |
| 1985 | Trasparenze e suoni                                    | Toast Records Italy               |
| 1987 | L'Universo                                             | Toast Records Italy               |
| 1991 | Flora di Romi                                          | Toast Records Italy               |
| 2011 | Cristalli Sognanti                                     | Psychout Records Italy            |
| 2014 | Armonia Vivente - tra analogie e contrasti (doppio LP) | Psychout Rec. Italy               |
| 2015 | Universi e Trasparenze (10 pollici)                    | Psychout Rec. - Area Pirata Italy |
| 2017 | Il Sentiero delle Tartarughe                           | Psychout Rec. - Area Pirata Italy |
| 2019 | Mutter der Erde                                        | Psychout Rec. - Area Pirata Italy |
| 2021 | …e continuerò ad esistere                              | Psychout Rec. - Area Pirata Italy |
| 2024 | Chiedilo a te stesso                                   | Psychout Rec. - Area Pirata Italy |

### 45 giri
| Anno | Titolo                        | Etichetta           |
| ---- | ----------------------------- | ------------------- |
| 1986 | White bird/Fiori risplendenti | Toast Records Italy |
| 2025 | No Strani                     | Onde Italiane Italy |

### CD
| Anno | Titolo | Etichetta                             |
| ---- | --- | ------------------------------------- |
| 1998 | Medusa | Toast Records Italy                   |
| 2011 | Cristalli Sognanti | Area Pirata Italy                     |
| 2014 | Armonia Vivente - tra analogie e contrasti (doppio CD)                                                                                                 | Area Pirata Italy                     |
| 2023 | Universi, Sovrapposizioni e Risonanze (doppio CD con 4 inediti e il 10" Universi e Trasparenze + LP Il Sentiero delle Tartarughe + LP Mutter der Erde) | Area Pirata Italy & Psych-Out Records |

### Compilation in Vinile
| Anno | Titolo | Etichetta                     |
| ---- | --- | ----------------------------- |
| 1985 | Eighties colours | Electric eye Italy            |
| 1987 | What exactly is a joke                                                                                              | Vinile/Crazy Mennequin Italy  |
| 1988 | Oracolo | Toast Records Italy           |
| 1993 | Who are them? | Face Records Italy            |
| 1993 | Apocalisse di diamante                                                                                              | Toast Records Italy           |
| 2010 | Abiogenesi - Impetus Insectorum (compaiono come session man Alberto Ezzu, Salvatore D'Urso "Ursus" e Pino Molinari) | Autoproduzione di Tony D'Urso |
| 2017 | Sinfonia Psichedelica - con il brano "Summer '17" di Alberto Ezzu - Aldo Mella                                      | Psychout Rec.                 |
| 2022 | Le Forbici di Manitù & Friends INCREDIBILE?! con il brano "C'è una musica"                                          | Sussidiaria                   |

### Compilation in CD
| Anno | Titolo                                                                                           | Etichetta                     |
| ---- | ------------------------------------------------------------------------------------------------ | ----------------------------- |
| 2006 | ELECTRIC PSYCHEDELIC SITAR Headswirlers Vol 9 - con il brano "Smiling Time"                      | Purple Lantern Usa            |
| 2012 | WELCOME BACK TO THE EIGHTIES COLOURS - con il brano "Talpa dell'infinito" di Eazycon             | Psychout Rec.                 |
| 2012 | HOFMANN'S KALEIDOSCOPE: Expiation of the Psychedelic Hunters Vol. I - con il brano "Pogaridade"  | rivista Vincebus Eruptum nº14 |
| 2015 | L'OTTAVA VITA: tributo a Claudio Rocchi - con i brani "Sotto I Portici Di Marmo" e "Lascia Gesù" | Area Pirata Italy.            |
| 2019 | PSYCHEDELIC PARADISE: - con il brano "Ja nus hons pris" di Riccardo I "Cuor di Leone"            | Menhir Rec. e Psychout Rec.   |
| 2022 | Le Forbici di Manitù & Friends INCREDIBILE?! con il brano "C'è una musica"                       | Sussidiaria                   |

## Progetti paralleli

### Alberto Ezzu Lux Vocal Ensemble
| Anno | Titolo | Etichetta                                     |
| ---- | --- | --------------------------------------------- |
| 2006 | CD Consonanze armoniche, Ostinati Ritmici e Veri Bordoni Immobili                                                   | Cooperativa Primainsieme Italy                |
| 2011 | LP Consonanze Armoniche, Ostinati Ritmici e Veri Bordoni Immobili (doppio LP con 3 brani in più)                    | Psychout Rec.                                 |
| 2013 | CD Il Fuoco del 6° Armonico sulla Luce della Dominante partendo dalla Madre Fondamentale (con in mente Zarathustra) | Hic Sunt Leones e Arte, Cura e Trasformazione |
| 2017 | CD Le Litanie di Râ                                                                                                 | Hic Sunt Leones                               |
| 2019 | LP L'Uscita delle Anime verso la Luce del Giorno                                                                    | Psychout Rec.                                 |

### AlmaMantra
| Anno | Titolo        | Etichetta       |
| ---- | ------------- | --------------- |
| 2019 | CD AlmaMantra | Hic Sunt Leones |

### Alberto Ezzu
| Anno | Titolo                                             | Etichetta                  |
| ---- | -------------------------------------------------- | -------------------------- |
| 2022 | CD Quaderno delle Poesie Elettroniche Ultraterrene | Rubber Soul Records Torino |
| 2023 | CD SIMONA COLONNA e ALBERTO EZZU: Le Via Dei Canti | Rubber Soul Records Torino |